# Brycon posadae
Brycon posadae är en fiskart som beskrevs av Fowler, 1945. Brycon posadae ingår i släktet Brycon och familjen Characidae. IUCN kategoriserar arten globalt som otillräckligt studerad. Inga underarter finns listade.